# Клэкстон, Джейн-Энн
Джейн-Энн Клэкстон (англ. Jane-Anne Claxton, 26 октября 1992, Аделаида, Австралия) — австралийская хоккеистка (хоккей на траве), полузащитник. Серебряный призёр чемпионата мира 2014 года.

## Биография
Джейн-Энн Клэкстон родилась 26 октября 1992 года в австралийском городе Аделаида.
Первоначально выступала за Южную Австралию в лёгкой атлетике, участвовала в местных соревнованиях по теннису, плаванию и нетболу. С 12-летнего до юниорского возраста выступала за сборные Южной Австралии по хоккею на траве.
На клубном уровне играла за «Бёрнсайд Буллдогз» и «Виктория Парк Ксавьер Пантерс». С 2009 года выступала в Австралийской хоккейной лиге за «Саутерн Санс»/«Санс» из Аделаиды, в 2015—2016 годах была капитаном команды. В 2011 году в её составе выиграла чемпионат Австралии. В 2015 году была признана лучшим игроком чемпионата.
В 2014 году в составе сборной Австралии завоевала серебряную медаль чемпионата мира в Гааге.
В 2016 году вошла в состав женской сборной Австралии по хоккею на траве на летних Олимпийских играх в Рио-де-Жанейро. Играла в поле, провела 6 матчей, забила 1 мяч в ворота сборной Индии.
В 2018 году выиграла серебряную медаль Трофея чемпионов.
В 2014 году завоевала золото хоккейного турнира Игр Содружества в Глазго, в 2018 году — серебро на Играх Содружества в Голд-Кост.
Трижды выигрывала чемпионат Океании в 2013, 2015 и 2017 годах. В 2019 году стала серебряным призёром.
В 2013—2020 годах провела за сборную Австралии 181 матч.
Живёт в Перте.

## Семья
Старший брат Джейн-Энн Клэкстон Мэтью Клэкстон также играет в хоккей на траве на национальном уровне.